# Cemal Atakan
Cemal Atakan (* 1. Januar 1978 in Kayseri, Türkei) ist eine Kunstfigur, er spielt einen türkischen Komiker und Fernsehmoderator mit eigener Fernsehshow.
Der in Berlin lebende Atakan spielt sich in Tiger – Die Kralle von Kreuzberg angeblich selbst – die Figur wurde über YouTube bekannt. Nachdem sie auch für das Radio entdeckt wurde, moderierte Atakan seit 2009 auch eine wöchentliche Fernsehshow bei ZDFneo, die Süper Tiger Show.
Atakan wirkte auch in dem EM-Film 23 Tage (2008) von Detlev Buck mit.
Sein eigentlicher Name lautet Serkan Cetinkaya.